# Olevano sul Tusciano
Olevano sul Tusciano es una localidad y comune italiana de la provincia de Salerno, región de Campania, con 6.946 habitantes.

## Evolución demográfica
| Gráfica de evolución demográfica de Olevano sul Tusciano entre 1861 y 2001 |
|                                                                            |
| Fuente ISTAT - elaboración gráfica de Wikipedia                            |